# 1956年メルボルンオリンピックのギリシャ選手団
1956年メルボルンオリンピックのギリシャ選手団（1956ねんメルボルンオリンピックのギリシャせんしゅだん）は、1956年11月22日から12月8日にかけてオーストラリアのメルボルンで開催された1956年メルボルンオリンピックのギリシャ選手団、およびその競技結果。

## 概要
今大会は銅メダル1個、合計1個のメダルを獲得した。

## メダル
| メダル | 選手名                 | 競技 | 種目       |
| ------ | ---------------------- | ---- | ---------- |
| 銅     | ゲオルギオス・ルバニス | 陸上 | 男子棒高跳 |